# Équipe d'Allemagne des moins de 18 ans de football
Maillots
L'équipe d'Allemagne de football des moins de 18 ans est constituée par une sélection des meilleurs joueurs allemands de moins de 18 ans sous l'égide de la Fédération allemande de football.